# كهف ناتشاريني
يقع كهف ناتشاريني (بلانجليزيه Nachcharini)على ارتفاع 2100 متر (6889.76 قدمًا) على هضبة ناتشاريني في جبال شرق لبنان بالقرب من الحدود اللبنانية / السورية ومن بين أكثر مواقع الاستيلاء على الصيد وجمع الثمار في النطوفية و الخيامية ارتفاعًا تم العثور عليها حتى الآن.
متوسطة الحجم ، لكنها ذات أهمية لدراسة فترة ما قبل الفخار النيوليتي . الغرب. توقف البحث خلال الحرب الأهلية اللبنانية . التاريخ الوحيد للكربون المشع في العصر الحجري الحديث من هذا الموقع له معدل انحراف مرتفع ، حيث انخفض بين 8500 قبل الميلاد و 7700 قبل الميلاد.   تم إجراء التحقيق المستأنف في استخدام الأراضي في عصور ما قبل التاريخ لهذا الموقع في عام 2001 ، بإدارة أليكس واسي من مجلس البحوث البريطانية في بلاد الشام.. وجد الفريق أن الموقع قد تعرض للنهب بشكل سيئ ولكنه تمكن من استعادة العديد من الأدوات والصوان لإجراء مزيد من الدراسة.
أدى المناخ المحلي القاسي إلى تقييد شغل الموقع على الأرجح في فصلي الربيع والصيف فقط. يستمر تساقط الثلوج بغزارة حتى فصل الربيع ، والذي يوفر المياه للري المساحي حتى شهر يونيو ، لبعض أغنى مراعي بلاد الشام تاريخياً.
تشير الأبحاث إلى أن هناك عناصر قوية من الاستمرارية بين Natufian (مثل آخر ثقافة Levantine Epipaleolithic) و PPNA كما يتضح من مقارنة الأدوات. كشف تحليل الأدوات الحجرية 
لمكسورة عن أوجه تشابه مع أسلوب أريحا السلطاني ، مما يشير إلى أنشطة أكثر تقدمًا من تلك التي تم تنفيذها في مواقع PPNA الأخرى. تشير الأدلة من وادي فينان إلى مجموعة متنوعة من الأغراض غير الصيد لهذه الأنواع من الأدوات.  تعتبر المثاقب الصغيرة نوعًا شائعًا بشكل خاص من الأدوات في فترة الخياميين . تم استخدامها بشكل أساسي لتثقيب الخرز الحجري. يمكن استنتاج ذلك من علامات الاستخدام على المناطق النشطة والبقايا المحفوظة عليها.